# Claude Hettier de Boislambert
Claude André Charles Antoine Marie Hettier de Boislambert (* 26. Juli 1906 in Hérouvillette (Département Calvados); † 22. Februar 1986 in Paris) war ein französischer Widerstandskämpfer und Weggefährte von Charles de Gaulle. Außerdem war er von 1946 bis 1951 Landesgouverneur und Landeskommissar von Rheinland-Pfalz.

## Leben

### Jugend und Vorkriegszeit
Claude Hettier de Boislambert wurde am 26. Juli 1906 in Hérouvillette geboren, einem Dorf unweit von Ranville im Département Calvados. Seine Familie stammte ursprünglich aus Caen. Er studierte zunächst Politikwissenschaft an der École libre des sciences politiques in Paris, bevor er Journalist wurde. Von 1926 und 1939 unternahm er verschiedene Reisen nach Zentralafrika, Skandinavien, Mitteleuropa und dem Nahen Osten, auf denen er sich vor allem als Jäger betätigte. In Sainte-Marie-du-Mont führte er ein Landgut, bis er 1939 im Zuge der Mobilmachung seinen Dienst als Leutnant der Kavallerie antrat.

### Widerstand und Zweiter Weltkrieg
Nach Ausbruch des Zweiten Weltkriegs ging er 1940 im Auftrag der britischen Armee nach London, wo ihn General Charles de Gaulle zum Verbindungsoffizier in Nordafrika bestimmte. Hettier de Boislambert nahm im August 1940 zusammen mit Generalmajor Leclerc und René Pleven an einer Mission teil, bei der die Kräfte der Résistance in den französischen Kolonien Kamerun und Französisch-Äquatorialafrika gebündelt werden sollten. Als die Kolonien sich dem Freien Frankreich angeschlossen hatten, übernahm er das Kommando in Pointe-Noire. Nach dem Scheitern der Operation Menace, vor der Hettier de Boislambert Kontakte zu potentiellen Unterstützern versucht hatte herzustellen, wurde er am 30. September 1940 in Dakar verhaftet und dort einige Wochen von Vertretern der Vichy-Behörden verhört. Anschließend wurde er nach Frankreich überstellt, verbrachte dort neun Monate in den Gefängnissen von Marseille, Clermont-Ferrand und Granat, wo er schließlich vor ein Militärgericht gestellt wurde, das ihn am 13. Juni 1941 zum Tode verurteilte. Die Regierung Pétain wandelte das Urteil in lebenslange Zwangsarbeit um. Hettier de Boislambert verbüßte seine Strafe zunächst in Saint-Etienne, dann in Gannat. Er konnte im Dezember 1942 aus dem Arbeitslager flüchten und trat nach zwei Monaten im französischen Untergrund wieder in den Dienst von de Gaulle.
Im Januar 1943 begleitete de Boislambert de Gaulle auf die Casablanca-Konferenz. Anschließend leitete er verschiedene Missionen in Afrika. Dann nahm er an der Mission militaire française de liaison administrative (MMLA) teil, die beim Einmarsch der alliierten Truppen unter anderem für die Wiederherstellung der inneren Sicherheit, des Gesundheitswesens und Kommunikation mit der Zivilbevölkerung dienen sollte. In dieser Funktion war er unter anderem in den befreiten Städten Caen, Saint-Lô und Rennes tätig, wo er schließlich  am 2. August 1944 verwundet wurde. Ende 1944 nahm er an der Assemblée consultative provisoire in Paris teil, einer im Vorjahr von de Gaulle in Algier begründeten provisorischen Ratsversammlung, und leitete dort die Gruppe des äußeren Widerstands.

### Gouverneur und Landeskommissar in Rheinland-Pfalz
Da Hettier de Boislambert Kenntnisse der deutschen Sprache und des Landes besaß, setzte ihn de Gaulle am 1. Dezember 1945 als Gouverneur für die ehemaligen preußischen Regierungsbezirke Trier und Koblenz ein, aus denen zum 3. Januar 1946 das Oberpräsidium Rheinland-Hessen-Nassau gebildet wurde.
Seine Residenz nahm Hettier de Boislambert in der Burg Bassenheim. Als Jagdgebiet nutzte der passionierte Großwildjäger das Forstamt Adenau. Einige Tage nach der Verkündung der Verordnung Nr. 57 am 30. August 1946, durch die das Land Rheinland-Pfalz geschaffen wurde, folgte seine Ernennung zu dessen Landesgouverneur. Damit wurde er zum obersten Repräsentanten der französischen Besatzungsmacht im Land. In dieser Funktion regelte er unter anderem die Entnazifizierung und förderte die Kandidatur Triers als Universitätsstandort. Er genehmigte 1946 die Gründung der Christlich-Demokratischen Partei (CDP), die sich im Jahr darauf mit der CDU zu einem gemeinsamen Dachverband vereinigte, die Gründung der Liberalen Partei des Rheinlands (LP) (später FDP), sowie die Neugründung von SPD und KPD. Am 8. Oktober 1948 kam es in seiner Residenz in Bassenheim zu einem Treffen des französischen Außenministers Robert Schuman mit dem damaligen CDU-Vorsitzenden und späteren deutschen Bundeskanzler Konrad Adenauer. Die Begegnung, bei der es hauptsächlich um den Status des Saargebiets ging, gilt als ein Ausgangspunkt der Aussöhnung zwischen Frankreich und Deutschland. Sie blieb zunächst geheim und wurde erst bekannt, als Adenauer 1965 seine „Erinnerungen“ veröffentlichte.
Obwohl Hettier de Boislambert die Gründung demokratischer Parteien unterstützte, erklärte er, dass er selbst kein Demokrat sei. Er hatte den Ruf eines autoritären Königs von Rheinland-Pfalz, setzte sich jedoch für die Belange des Landes ein und kritisierte Missstände der französischen Besatzung. Nach dem Inkrafttreten des Besatzungsstatuts 1949 änderte sich seine Position in die eines Landeskommissars, er repräsentierte weiterhin Frankreich in Rheinland-Pfalz. Im April 1951 verabschiedete ihn André François-Poncet, der französische Hohe Kommissar für Deutschland, aus seinem Amt.

### Abgeordneter, Diplomat und Stadtrat in Frankreich
Vom 17. Juni 1951 bis 1. Dezember 1955 war Hettier de Boislambert Abgeordneter der Französischen Nationalversammlung, wo er die 1947 von de Gaulle gegründete Partei Rassemblement du peuple français (RPF) vertrat. Dort war er Mitglied des Ausschusses für auswärtige Angelegenheiten und der Kommission für Territorien in Übersee. 1954 erfüllte er eine Mission der UNO. Ab 1960 war er im diplomatischen Dienst tätig, zunächst in der Mali-Föderation und nach deren Zusammenbruch als Botschafter Frankreichs im Senegal, was er bis 1962 blieb. Danach amtierte er als Mitglied des Stadtrates von Sainte-Marie-du-Mont.

### Ehrenämter
Von 1962 bis 1978 war Hettier de Boislambert Kanzler des Ordre de la Libération. Gemeinsam mit seiner Frau Odette de Boislambert begründete er 1970 das Musée de l'Ordre de la Libération.
Hettier de Boislambert wurde in Sallenelles im Département Calvados begraben.

## Auszeichnungen
Hettier de Boislambert wurde unter anderem mit folgenden Auszeichnungen geehrt:
- Großkreuz der Ehrenlegion
- Compagnon de la Libération (13. März 1943)
- Croix de guerre 1939–1945
- Médaille de la Résistance mit Rosette
- Kommandeur des Ordre des Palmes Académiques
- Bronze Star Medal (USA)

## Publikationen (Auswahl)
- C. Hettier de Boislambert. Photographies de J. Behnke. L'Ile aux Cerfs. Nouvelles Éditions de la Toison d'or, Paris 1951.
- A Travers bois. Delagrave, Paris 1968.
- Les fers de l'espoir. Plon, Paris 1978, ISBN 2-259-00337-0.